# 林忠明
林忠明（日语：／ Hayashi Tadaaki，1920年1月2日—2017年8月29日），神奈川县秦野市出身，日本退役男子乒乓球运动员。他曾获得1952年世界乒乓球锦标赛男子双打金牌和男子团体铜牌。